# Barbara Nelen
Barbara Nelen (Gante, 14 de septiembre de 1997) es una jugadora belga de hockey sobre césped.

## Trayectoria
Nelen tuvo su primera participación olímpica en los Juegos Olímpicos de Londres 2012. En París 2024 llegó a semifinales del torneo, pero perdió por penales ante China, luego de empatar 1 a 1. En el partido por la medalla de bronce, perdió contra Argentina en los penales, después de empatar 2 a 2.